# Grainne Godfree
Grainne Godfree (Los Angeles, ...) è una sceneggiatrice e produttrice televisiva statunitense.

## Filmografia

### Sceneggiatrice

#### Serie televisive
- The Tomorrow People – serie TV, episodi 1x05, 1x10, 1x14, 1x19 (2013-2014)
- The Flash – serie TV, 47 episodi (2014-2017)
- Arrow - serie TV, episodio 3x08 (2014)
- Legends of Tomorrow - serie TV, 20 episodi (2016-2017)
- Daredevil - Rinascita (Daredevil: Born Again) - serie TV, episodio 1x05 (2025-in corso)

### Produttrice esecutiva

#### Serie televisive
- Legends of Tomorrow - serie TV, 94 episodi (2016-2021)
- Secret Invasion - miniserie TV, 6 puntate (2023)
- Daredevil - Rinascita (Daredevil: Born Again) - serie TV, episodio 1x05 (2025-in corso)